# Potsjinok (oblast Smolensk)
Potsjinok (Russisch: Починок) is een stad in de Russische oblast Smolensk. Het aantal inwoners ligt rond de 9.500. Potsjinok is tevens het centrum van het gelijknamige bestuurlijke rayon. De stad ligt aan de rechteroever van de rivier Chmar (stroomgebied van de Dnjepr), ongeveer 62 kilometer ten zuidoosten van Smolensk.
De geschiedenis van Potsjinok gaat terug tot 1868 toen er een nederzetting werd gebouwd aan de spoorlijn Riga - Orjol. Het woord potsjinok betekent in het Russisch 'nieuwe nederzetting op een duidelijke plek', hetgeen verklaart waarom er nog meer plaatsen in Rusland dezelfde naam hebben. De nederzetting groeide geleidelijk van handelspost tot 'echte' stad. In 1926 werd de status van stad toegekend.
In de nabije omgeving bevindt zich de luchtmachtbasis Sjatalovo, inclusief trainingsfaciliteiten. Anders dan vele andere West-Russische luchtmachtbases is deze basis na de Koude Oorlog in stand gehouden.
De veelzijdige Russische kunstenaar El Lissitzky (1890 - 1941) werd in Potsjinok geboren.
Bestuurlijk centrum: Smolensk 

Demidov · Desnogorsk · Dorogoboezj · Doechovsjtsjina · Gagarin · Jartsevo · Jelnja · Potsjinok · Roslavl · Roednja · Safonovo · Sytsjovka · Velizj · Vjazma